# 만달군
만달군(몽골어: Мандал сум)은 몽골 셀렝게주에서 가장 큰 군이다. 행정 중심지는 준하라이다.

## 자매 도시
- 대한민국 경상북도 의성군
- 대한민국 경상남도 의령군